# Дмитриевка (Нерехтский район)
Дмитриевка — деревня в Нерехтском районе Костромской области. Входит в состав Волжского сельского поселения.

## География
Находится в юго-западной части Костромской области на расстоянии приблизительно 26 км на восток по прямой от районного центра города Нерехта.

## История
Известно с 1872 года, когда здесь было учтено 28 дворов, в 1907 году отмечено был 36 дворов.

## Население
Постоянное население составляло 175 человек (1872 год), 161 (1897), 177 (1907), 40 в 2002 году (русские 97 %), 24 в 2022.